# 假面騎士龍騎 (美國電視劇)
《假面騎士龍騎》（英語：Kamen Rider: Dragon Knight）為「平成假面騎士系列」第三部作品的美國版本，全40集。是改編自日本版的《假面騎士龍騎》，亦是繼《假面騎士》後第二套美國製《假面騎士》作品。
製作公司為Adness Entertainment，劇本為王孫杰，此作曾於2008年12月13日進行了試驗版第一集首演，但開始正式播映時間竟是一年後的2009年1月3日。出場騎士為十四位，還有一名原創敵方領袖。本劇在美國的CW4Kids播出，日本则於2009年10月6日於CS東映チャンネル播放日文配音版。在故事方面，除了主人公戰鬥的理由，在來自平行世界的侵略者手中守護地球，騎士間的共同鬥爭關係等細微部分有差異外，其他都跟日版原作相同。製作方法跟Power Rangers系列相同，都是由日方原有的TV版及電影版鏡頭加上美方新製鏡頭。
中國大陸于2019年在騰訊視頻全集上架普通话版本。

## 故事簡介
在尋找父親的過程中，Kit Taylor發現一個降臨卡組（Advent Deck），一個非常特殊，並能令擁有者變成一種稱為假面騎士（Kamen Rider），有著獨特的武器和能力的戰士卡盒。這卡盒使Kit成為龍騎（Dragon Knight）的假面騎士，同時，他也遇上Len，一個跟他一樣是假面騎士，而且是來自鏡世界Ventara的戰士。而Kit亦從Len口中得知，將Ventara毀滅的Xaviax正企圖將地球人擄走並成為他的僕人，而且不阻止Xaviax的話，他們父子將不會真正再見。為阻止Xaviax的陰謀，以及救回自己父親，Kit正式開始他的漫長戰鬥，作為假面騎士的戰鬥。

## 主要人物

### 
Kit Taylor、Adam（史蒂文·朗斯福德 飾）
現假面騎士龍騎（Dragon Knight）及假面騎士龍牙（Onyx）的變身者。
Len（馬特·姆林斯 飾）
本作第二位主角。假面騎士夜騎（Wing Knight）的變身者。
Kase（Carrie Reichenbach 飾）
本作第二位女主角。假面騎士花夢（Siren）的變身者。
James "JTC" Trademore、Price（斯科特·貝利 飾）
假面騎士王蛇（Strike）的變身者。
Drew Lansing、Chance（Christopher Foley 飾）
假面騎士鐵兵（Torque）的變身者。
Danny Cho、Hunt（麥克·莫 飾）
假面騎士猛虎（Axe）的變身者。
Richie Preston、Ian（Tony Moras 飾）
假面騎士利刃（Incisor）的變身者。
Chris Ramirez、Quinn（Michael Cardelle 飾）
假面騎士海瑤（Sting）的變身者。
Brad Barrett、Cameron（Keith Stone 飾）
假面騎士堅甲（Thrust）的變身者。
Grant Staley、Van（Christopher Babers 飾）
假面騎士妖翠（Camo）的變身者。
Albert Cho、Chase（Tony Sano 飾）
假面騎士螺旋（Spear）的變身者。
Vic Frasier、Nolan（馬克·威斯特拉赫 飾）
假面騎士奧汀（Wrath）的變身者。

### 其他人物
Maya Young（伊馮娜·阿里亞斯 飾）
本作女主角之一。同時更擔任假面騎士花夢的客席變身者（第32至35話）。
Eubulon（馬克·德可斯可 飾）
本作原創精神領袖（Advent Master），第32話登場。
Xaviax（威廉·歐萊利 飾）
本作原創敵方領袖。
Lacey Sheridan（Marisa Lauren 飾）
Trent Moseley（Taylor Emerson 飾）
Michelle Walsh（Kathy Christopherson 飾）
Frank Taylor（Jeff Davis 飾）
Detective Grimes（James Patterson 飾）
Agent Phillips（賈米森·瓊斯 飾）
Sarah（Camila Greenberg 飾）
Kit's foster mom（凱薩琳·蓋提 飾）
Grace Kiefer（維多利亞·傑克遜 飾）
Grant's Master（T·J·史托姆 飾）